# Florentiner Wollbiene
Die Florentiner Wollbiene (Anthidium florentinum, Syn.: Apis florentinum) ist eine Wollbiene aus der Familie der Bauchsammlerbienen (Megachilidae).

## Etymologie
Der Artname leitet sich wahrscheinlich von der Stadt Florenz ab, da Fabricius als Herkunft der Art Südeuropa angibt. Etwas unwahrscheinlicher ist die Herkunft von lat. „florens (florentis)“ = „blühend, glänzend, mächtig“.

## Merkmale
Sowohl die Männchen als auch die Weibchen haben eine schwarze Körperfarbe mit einer gelben Zeichnung. Für die Merkmale vergleiche auch die Bilder unten.

### Männchen
Die Größe der Männchen liegt bei 14–20 mm. Das Abdomen hat seitlich dichte Haarfransen. Die Tergite 4–6 haben seitlich vorstehende Ecken oder Zähne und Tergit 7 besitzt drei Dornen, wobei der mittlere Dorn nur kurz ist.

### Weibchen
Die Weibchen sind 13–15 mm groß. Nebengesicht, Clypeus und die Mandibelbasis sind bei den Weibchen größtenteils gelb. Sie besitzen Tergite mit je zwei großen, gelben Flecken. Die Tergite 5 und 6 sind seitlich mit einer spitzen Ecke. Die Bauchbürste (Scopa) der Weibchen ist weißgelb.

### Ähnliche Arten
Die Florentiner Wollbiene kann aufgrund des ähnlichen Aussehens und ihres aggressiven Territorialverhaltens mit der Garten-Wollbiene (Anthidium manicatum) verwechselt werden. A. florentinum kann aber durch die oben genannten Merkmale von A. manicatum unterschieden werden.

## Verbreitung

### Gesamtverbreitung
Die transpaläarktische Art wurde erstmals 2010 in Algerien für Afrika nachgewiesen. In Eurasien kommt sie von Portugal über Südeuropa, die Ukraine, Südrussland und Sibirien sowie über Kleinasien, den Kaukasus, Zentralasien, Tibet und der Mongolei bis zur Region Primorje vor. Nördlich ist die Art bis in das Elsass und die Slowakei verbreitet, südwärts bis Sizilien (jedoch nicht auf Korsika und Sardinien), Malta, Kreta und Zypern sowie Israel, Irak und Pakistan.

### Verbreitung in Deutschland
Als Erstfund wurde die Art aus Heilbronn gemeldet (Juli 2008). Zuvor wurde sie aus der Nähe von Dresden gemeldet, wobei es sich allerdings vermutlich um eine Fehletikettierung handelt. Inzwischen wurde die Bodenständigkeit der Art in Deutschland durch weitere Nachweise aus Rheinland-Pfalz bestätigt.

## Phänologie
Anthidium florentinum kommt in einer Generation von Juni bis August vor, ggfs. auch bis September.

## Lebensraum
Die Art bevorzugt trockenwarme Standorte und kommt vom Flachland bis in die montanen Höhenstufen vor.

## Nestbau
Das Nest wird in bereits vorhandenen Hohlräumen gebaut. Meistens handelt es sich beim Nest um einen Haufenbau und selten auch um einen Linienbau aus abgeschabten Pflanzenhaaren, teilweise auch aus Flughaaren (Pappus) von Disteln. Der Hohlraum mit dem Nest wird zuerst mit einem Pfropfen aus abgeschabten Pflanzenhaaren und Flughaaren versehen. Darauf wird dann eine Schicht mit zerkleinerten Laubblättern von Gehölzen dazugegeben.

## Pollenquellen
Die polylektische Art nutzt folgende Pflanzenfamilien als Pollenquellen:
- Fuchsschwanzgewächse (Amaranthaceae)
- Korbblütler (Asteraceae)
- Raublattgewächse (Boraginaceae)
- Hülsenfrüchtler (Fabaceae)
- Lippenblütler (Lamiaceae)
- Weiderichgewächse (Lythraceae)
- Rosengewächse (Rosaceae)
- Braunwurzgewächse (Scrophulariaceae)

Diese Wollbienenart bevorzugt jedoch im Allgemeinen die Pflanzenfamilien Fabaceae und Lamiaceae.

## Parasiten
Die Art wird von der Kuckucksbiene Stelis punctulatissima sowie von den Erzwespen der Gattungen Leucospis, Melittobia und Monodontomerus parasitiert.

## Bilder

### Männchen

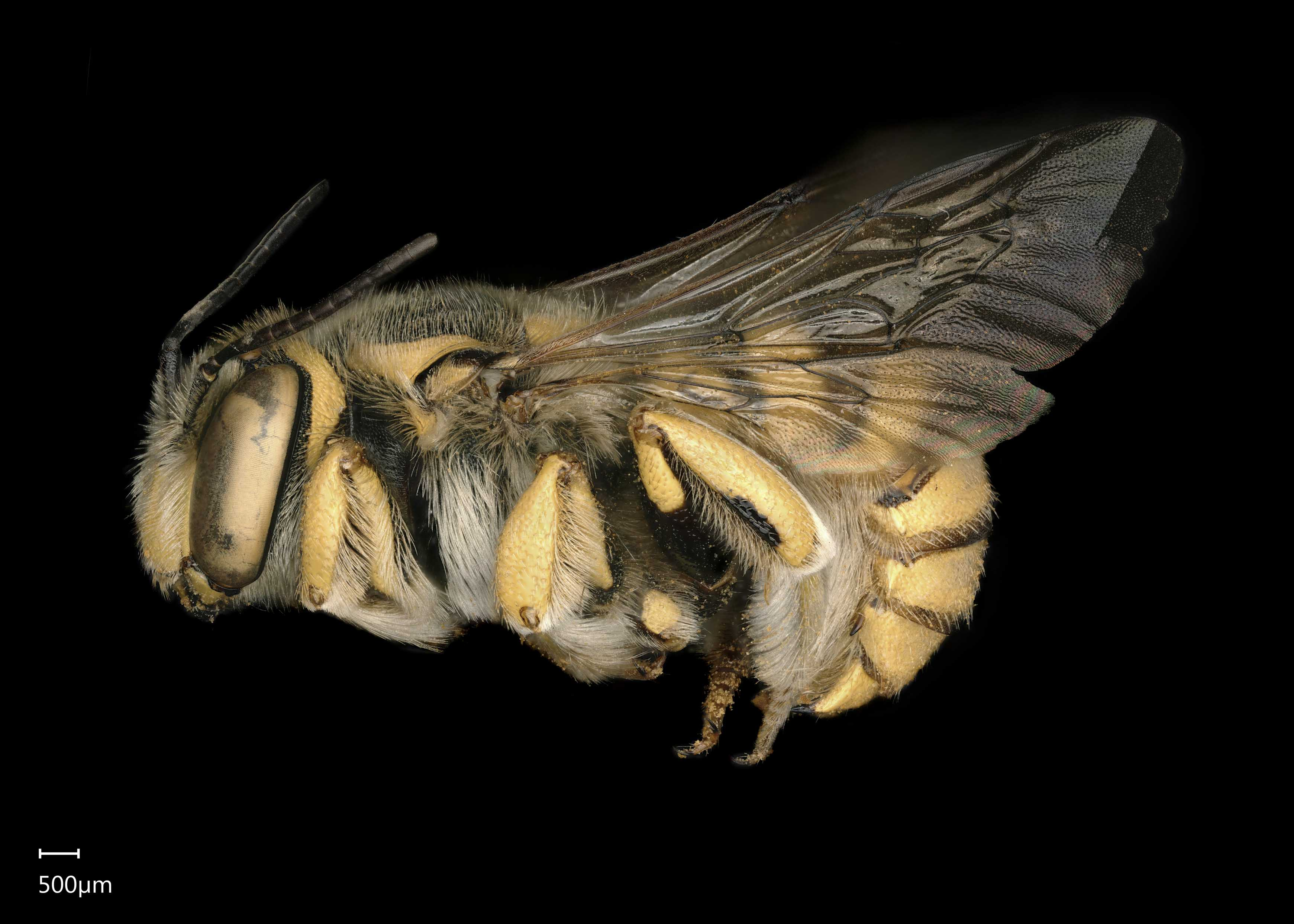
Männchen
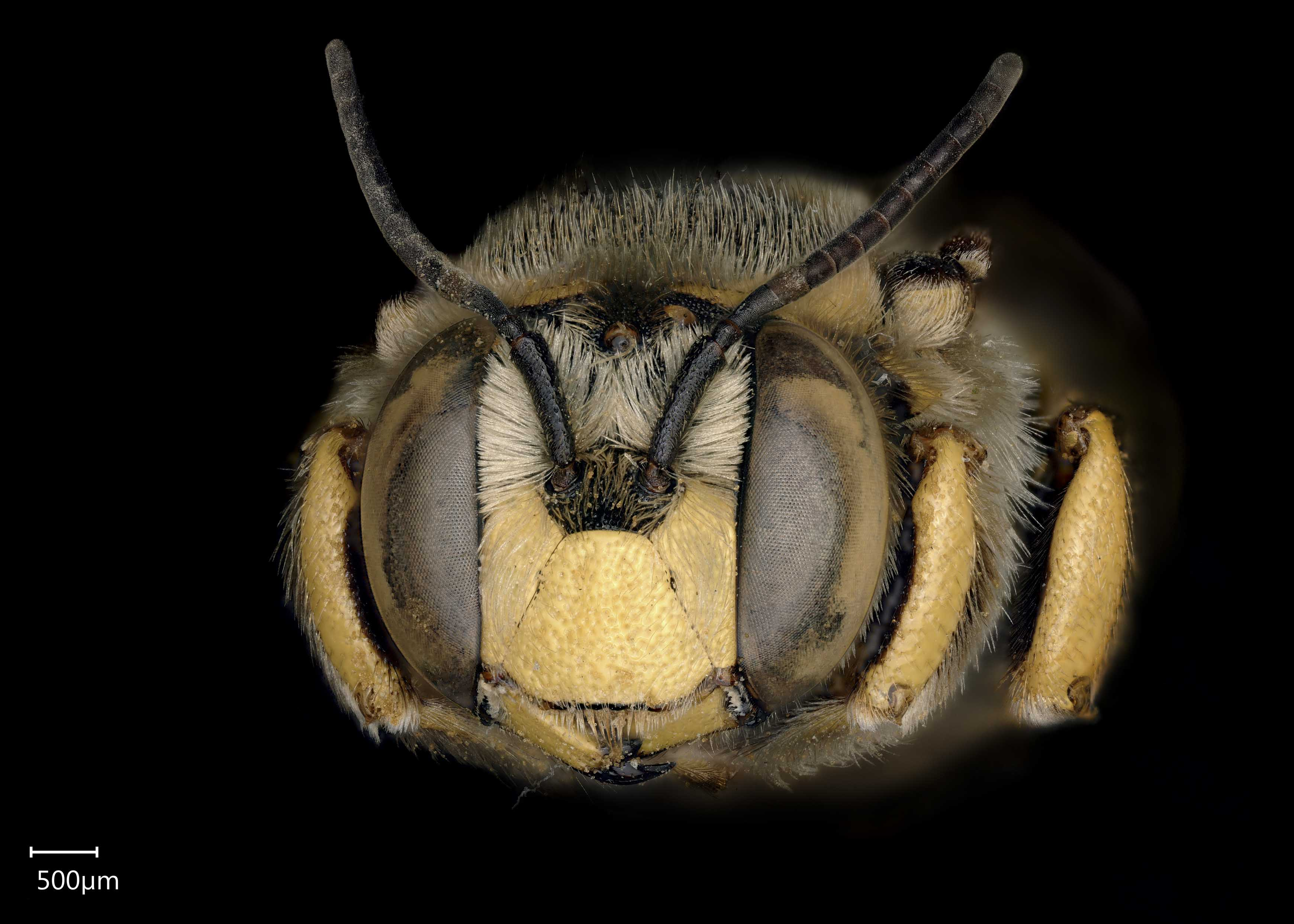
Männchen, Frontalansicht
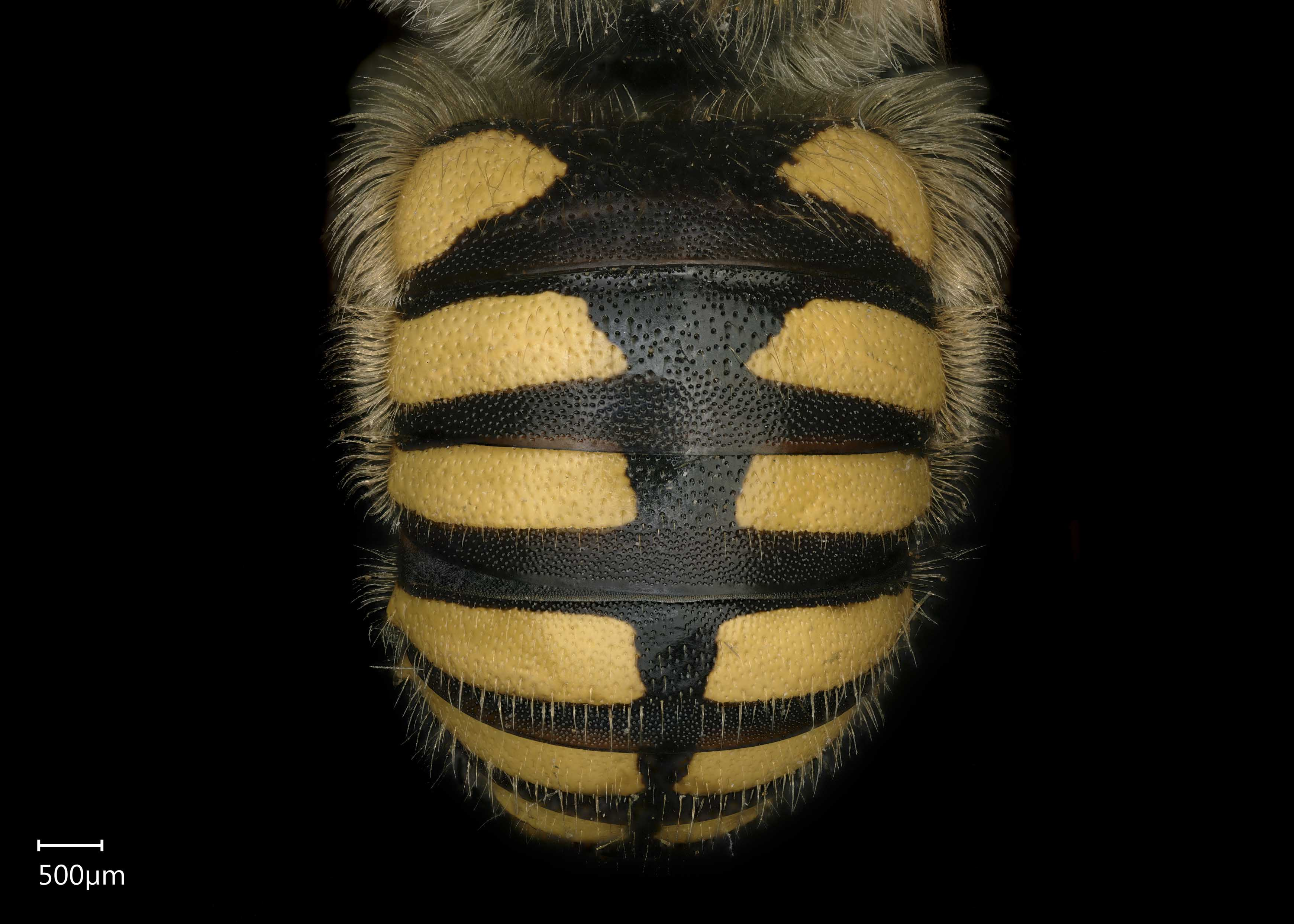
Männchen, Abdomen
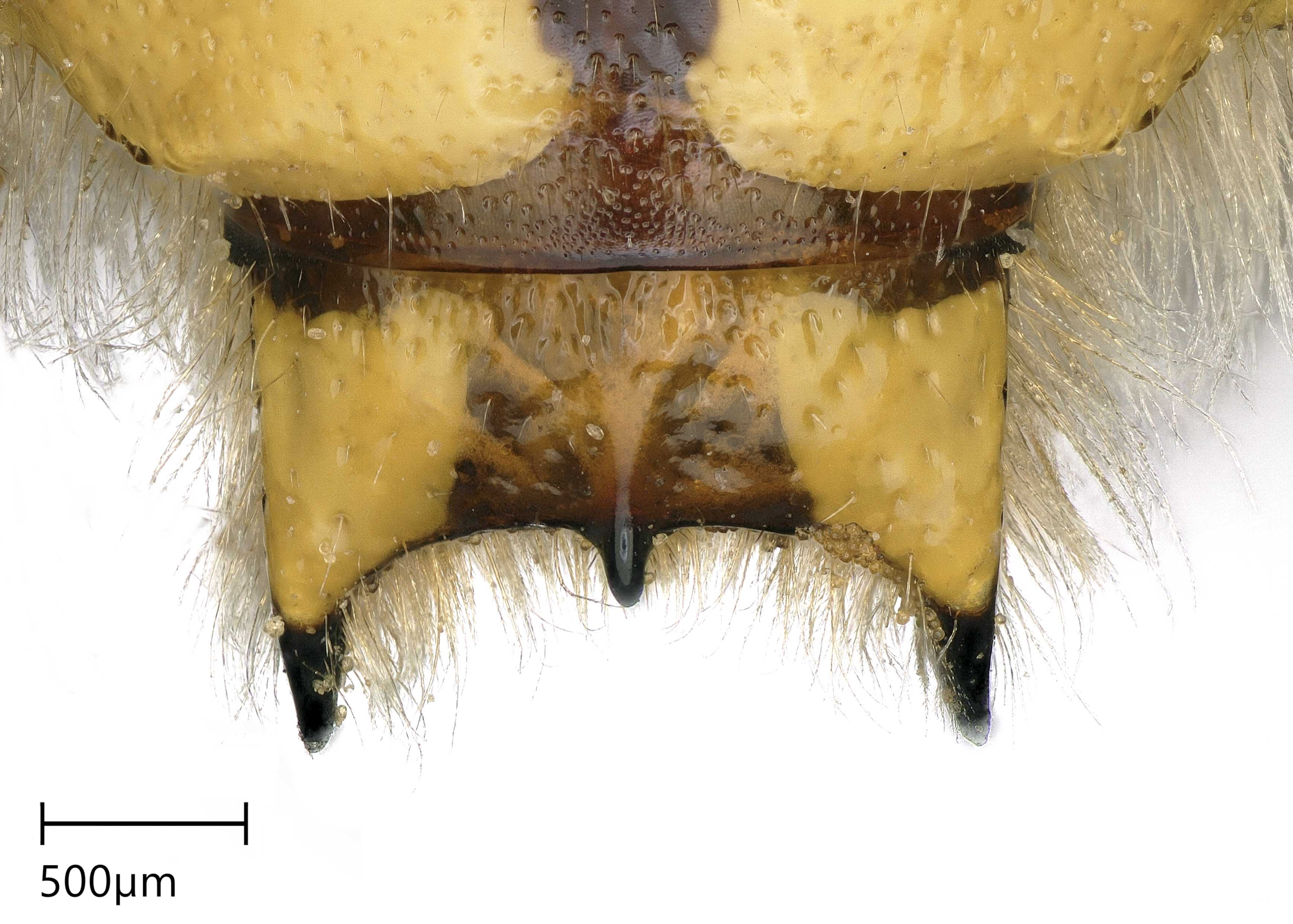
Männchen, Tergit 7

### Weibchen

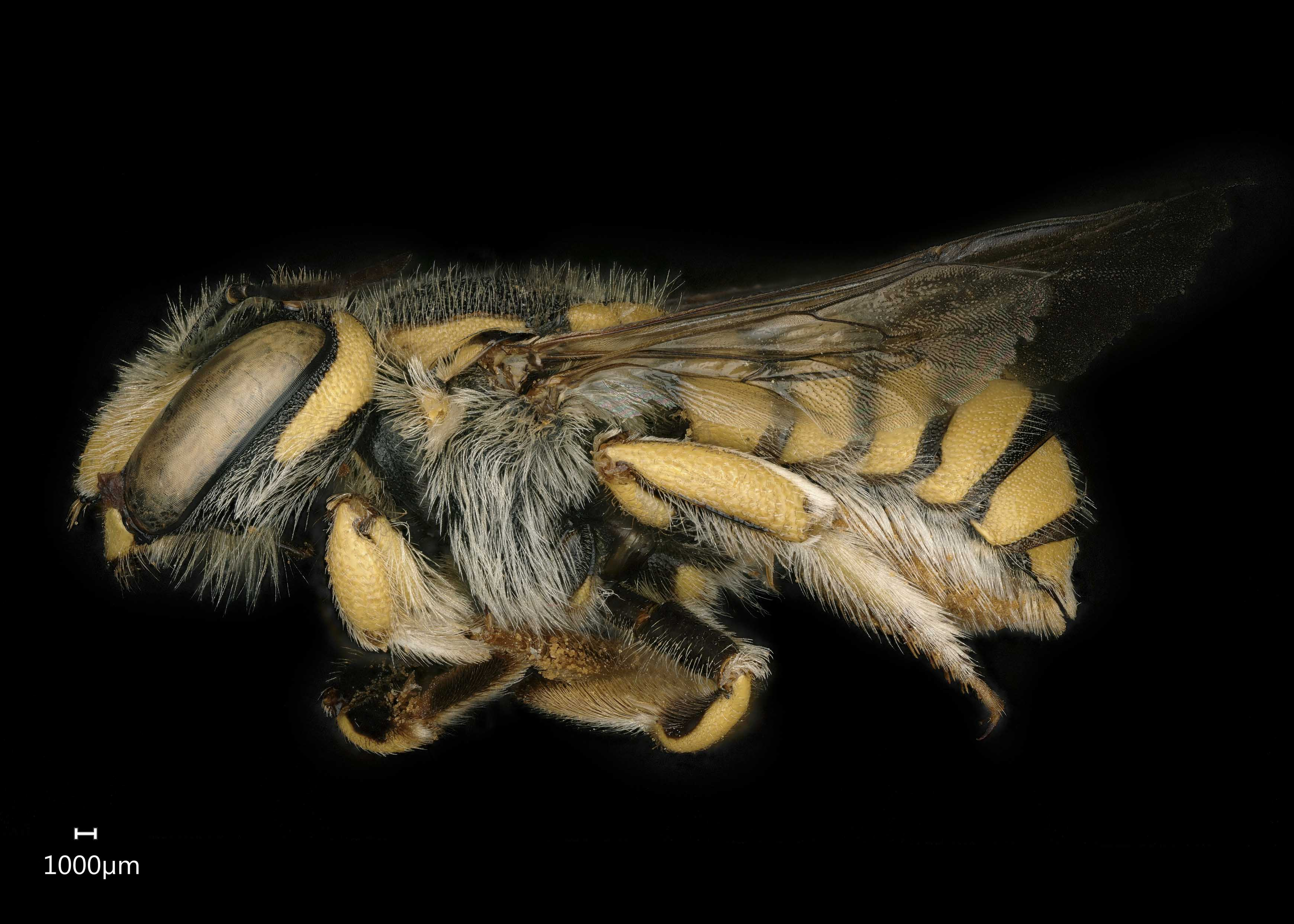
Weibchen
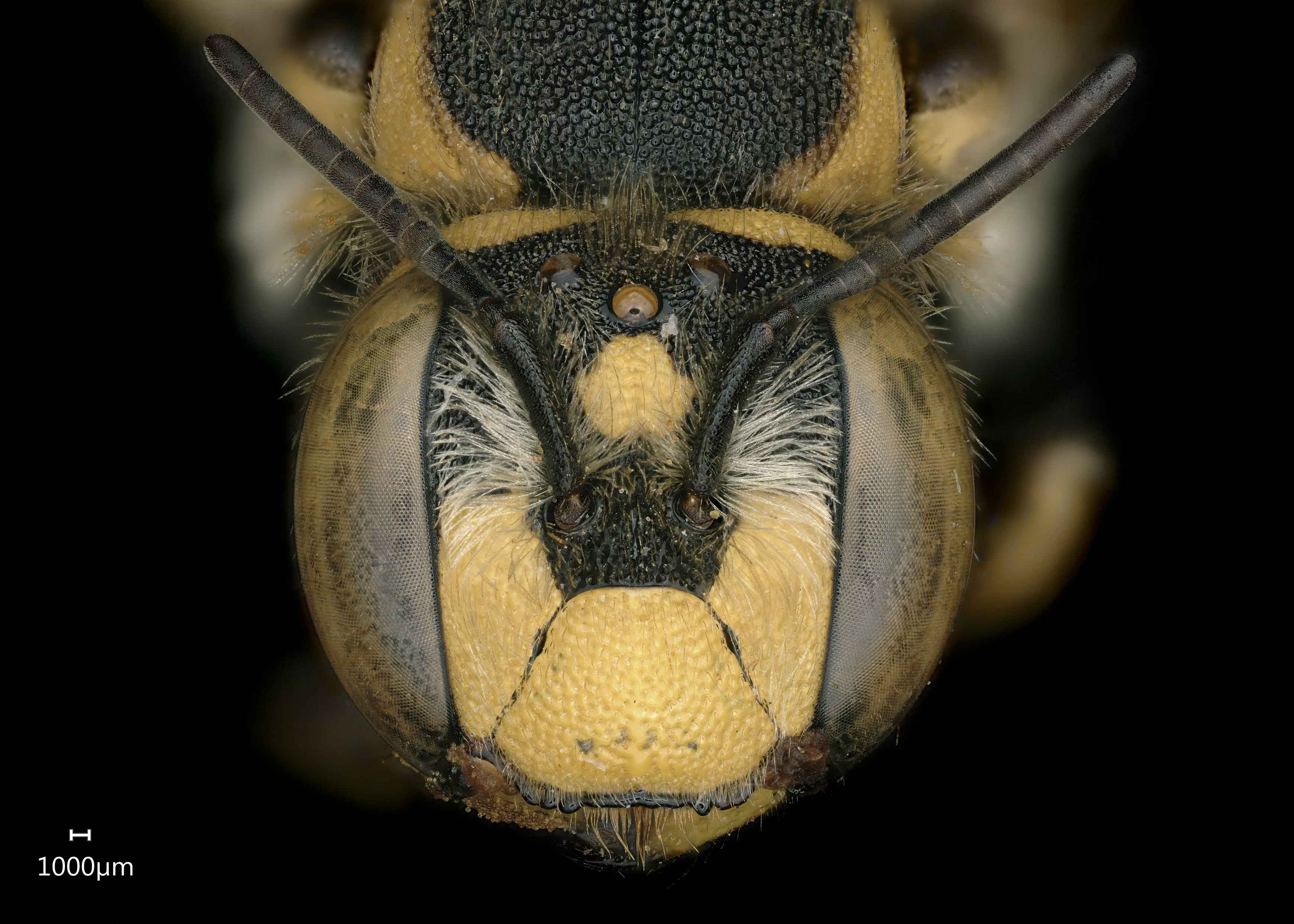
Weibchen, Frontalansicht
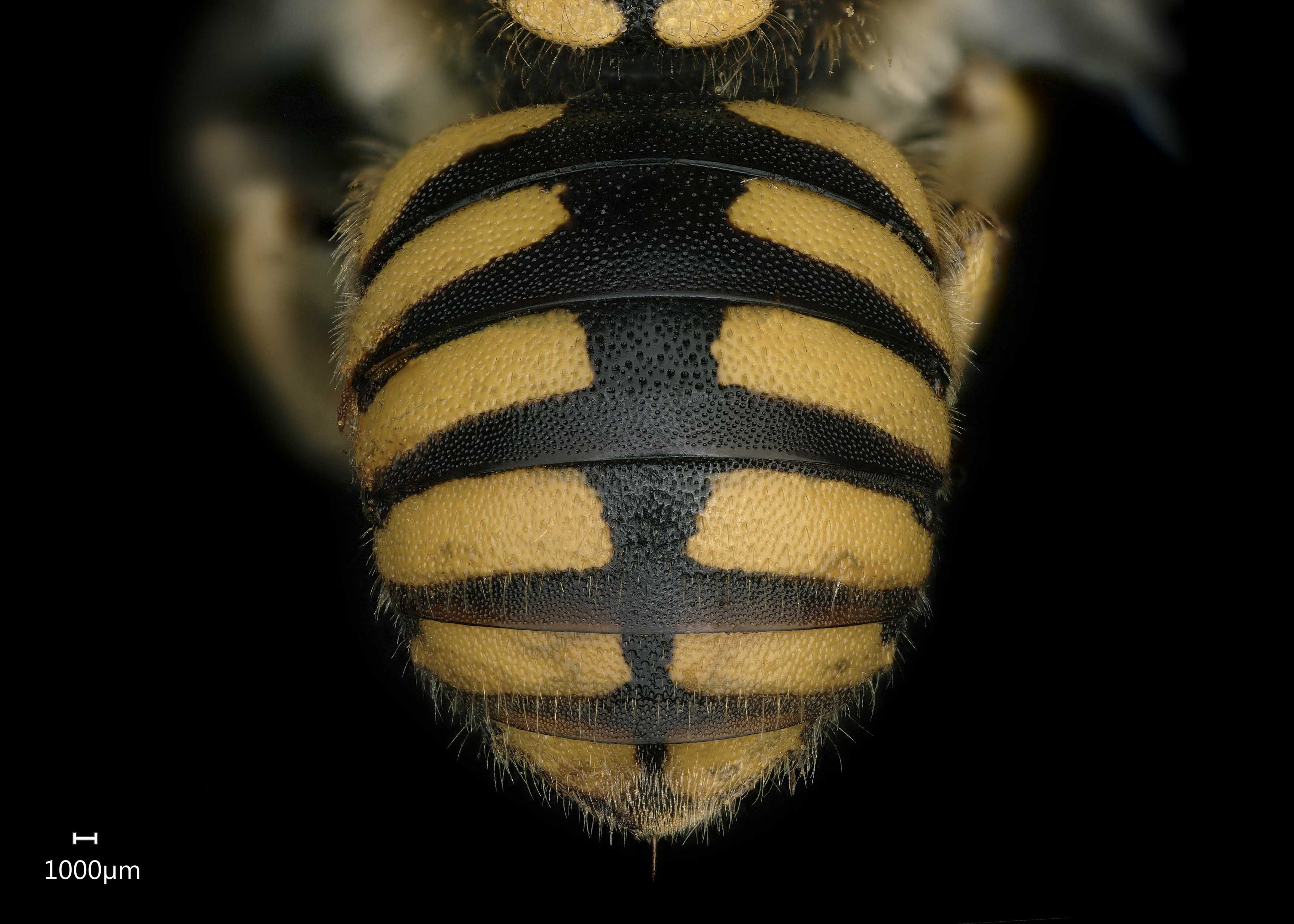
Weibchen, Abdomen
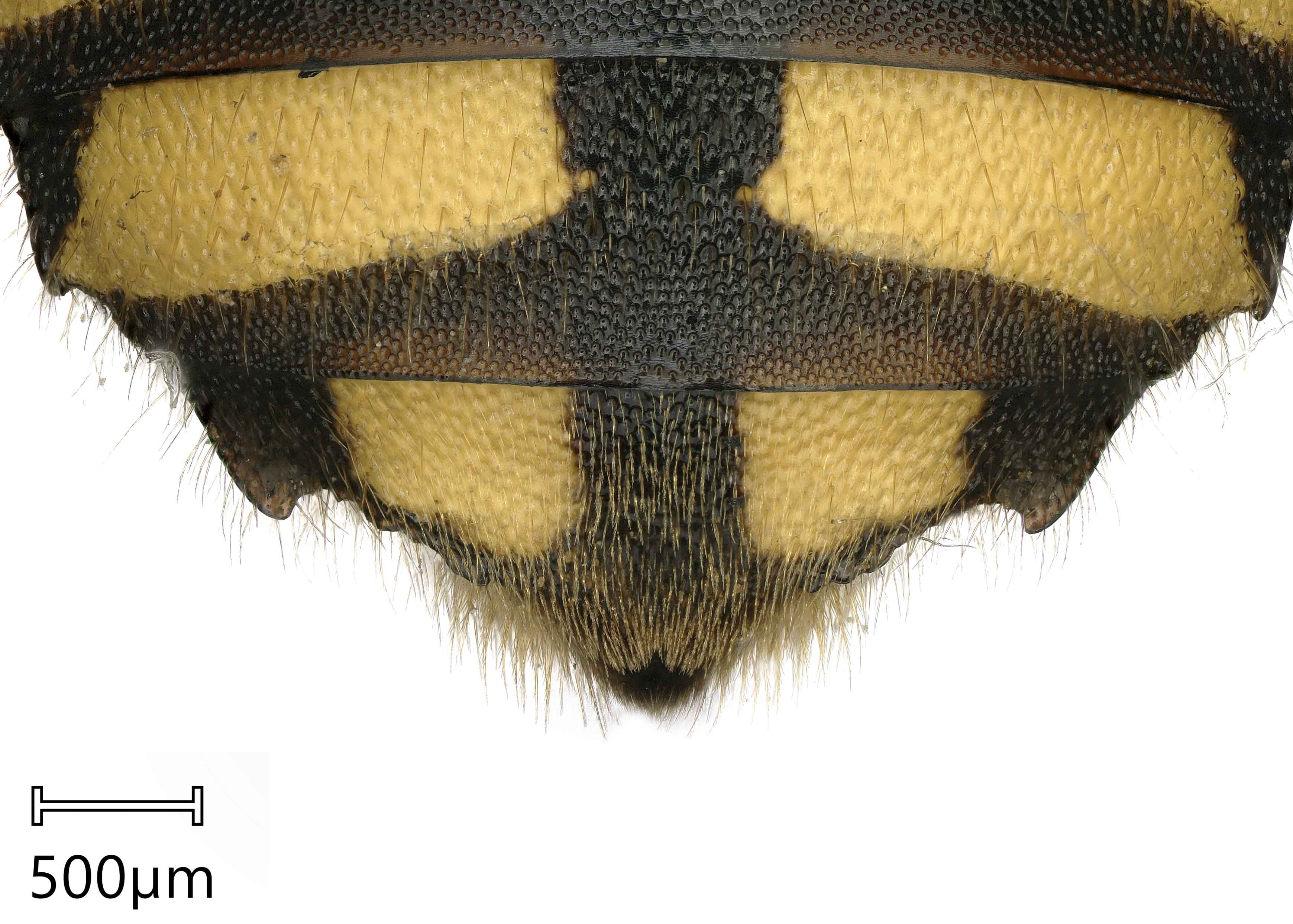
Weibchen, Tergit 6